# Sindiwe Magona

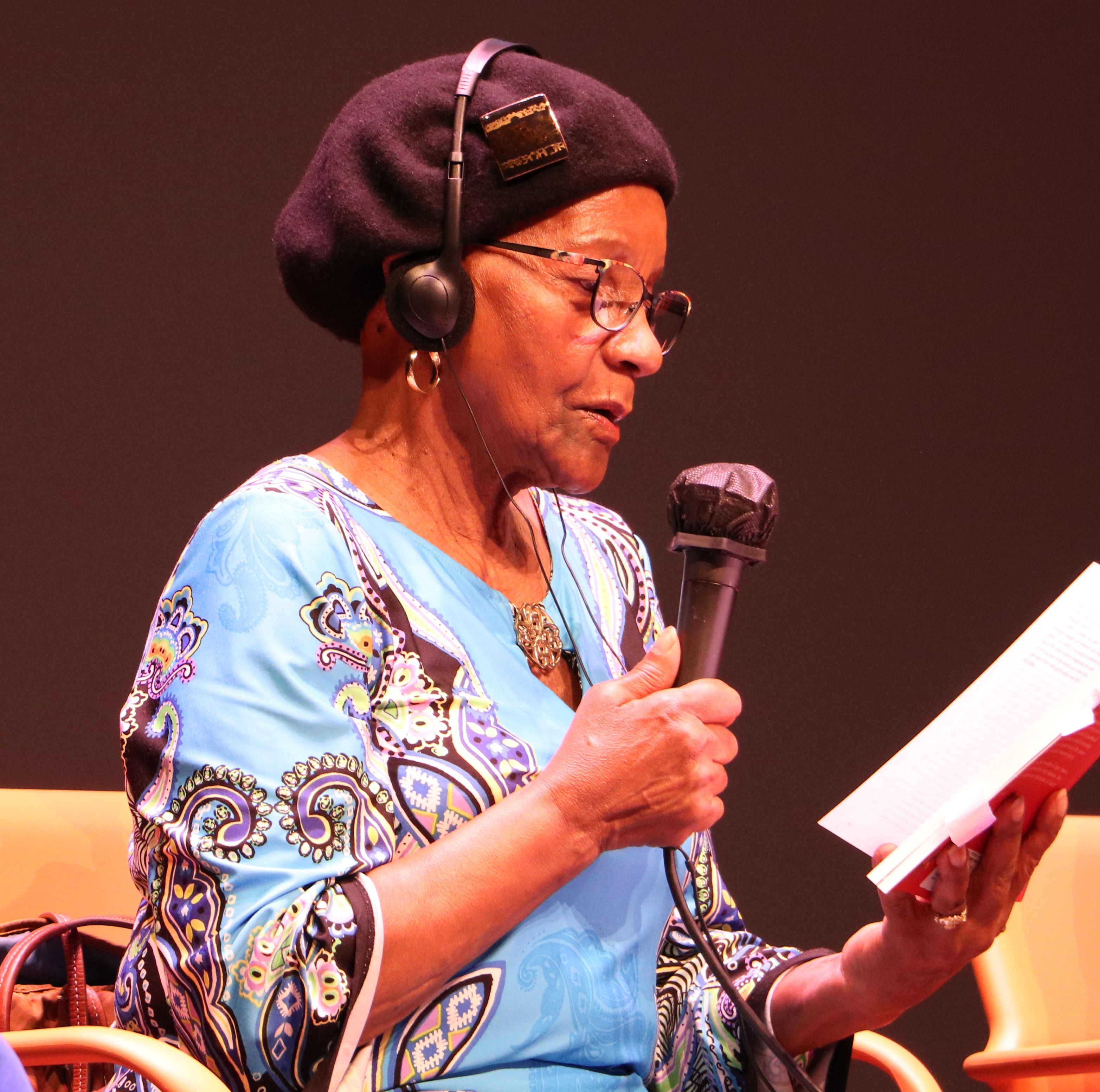
Sindiwe Magona

Sindiwe Magona, född 1943 i Kapstaden, är en sydafrikansk författare.
Magona försörjde sig i ungdomen genom att arbeta i familjer, medan hon studerade per korrespondens och tog examen vid University of South Africa och Columbia University. Hon arbetade sedan vid Förenta nationerna i New York. Sedan hon gått i pension återvände hon till Sydafrika, där hon engagerat sig politiskt och socialt. Magona är författare till romaner, poesi, dramatik och essäer, i stil med xhosa-traditionen.